# Centaurea cineraria
Centaurea cineraria є видом квіткових рослин із родини Asteraceae, ендемічних для південної Італії. У природних умовах він росте на прибережних скелях на висоті від 0 до 350 м над рівнем моря. Зрілі рослини можуть досягати 80 сантиметрів у висоту. Вид дає пурпурові квіти.